# Nous ne suivrons que vous
Nous ne suivrons que vous (en coréen : 우리는 당신밖에 모른다) est un hymne de propagande nord-coréen dédié au leader du pays Kim Jong-un. 
La chanson est sortie à la télévision centrale coréenne peu de temps après l'arrestation du général nord-coréen Jang Song-taek le 9 décembre 2013.